# Суюнчев, Азамат Алимович
Азамат Алимович Суюнчев (карач.-балк. Сюйюнчланы Алимни джашы Азамат; 10 января 1923, Джегута, Карачаево-Черкесская АО — 30 октября 2012, Карачаевск, Карачаево-Черкесия) — народный поэт Карачаево-Черкесии, прозаик, учёный и педагог, член Союза писателей с 1966 года.

## Биография
Родился 10 января 1923 года в карачаевской крестьянской семье в ауле Джегута (ныне — Усть-Джегутинского района Карачаево-Черкесии).
По образованию — учитель русского языка и литературы средней школы.
1941—1943 служил в рядах Советской Армии, откуда в ноябре 1943 года был демобилизован и депортирован в Казахстан вместе с карачаевским народом. В 1949—1956 годах работал учителем русского языка и литературы в школе посёлка Тимирязева, в 1954 году окончив Чимкентский учительский институт. После разрешения карачаевцам вернуться на родину в 1956 году работал директором школы посёлка Магаро свинцового рудника «Эльбрус» Клухорского района, редактором Карачаевской районной газеты «По ленинскому пути» (1957—1958). В 1960 году окончил Кабардино-Балкарский государственный университет и до 1966 года работал в средней школе Карачаевска.
После окончания аспирантуры специальности «Литература народов СССР» в 1968 году до 1983 года работал на кафедре карачаевской и ногайской филологии Карачаево-Черкесского государственного педагогического института.

## Творчество
Первые стихи опубликовал в возрасте 17 лет (1940 г.) в областной газете «Къызыл Карачай» («Красный Карачай»), Микоян-Шахар.
Первые переводы его из русской классики — стихотворения М. Ю. Лермонтова на карачаевский язык вышли в книге М. Ю. Лермонтов «Айырма произведениеле» («Избранные произведения») г. Микоян-Шахар в 1941 году.
Творчество Азамата Суюнчева очень многогранно — им написаны более 1000 стихотворений, десятки поэм, рассказов, повестей, около 100 литературных портретов современников. Азамат Алимович также является автором более 30 книг художественной литературы и научных трудов. Известны поэмы «Голос времени», «Красная дорога», «Годы судьбы», «Там, где мчался конь богатыря», «Воспоминания» и другие.
По мотивам очерков А. Суюнчева созданы телефильмы «Полководец» о генерале С. Магометове, «Человек-легенда» о Герое России Д. Узденове (ГТРК «Карачаево-Черкесия», 2001—2002 г.г.).
Его произведения вошли в антологические сборники поэтов Карачаево-Черкесии «В краю степей и гор», «Слово о братстве», «Верность» на русском языке. Стихи и песни автора включены в «Антологию карачаевской поэзии»: Ставрополь, 1965; в сборник «Карачаевские народные песни»: Москва, 1969 г.
На стихи поэта композиторами Северного Кавказа и Москвы написано около 200 песен на различные темы. Он работал в содружестве с видными композиторами, заслуженными деятелями искусств Б. Караханом, А. Дауровым, У. Тхабисимовым, А. Бачекуевым, М. Ногайлиевым и другим, которые отмечали музыкальность его стиха. Большой популярностью пользуются песни: «Россия», «Теберда», «Ожидание», «Белая лебедь на синей волне», «Двойная радуга» и другие.
Писатель не замыкался изображением национального мира Кавказа. География его творчества гораздо шире. Герои его произведений действуют в России, в Средней Азии, в Казахстане, на Украине, в Белоруссии и далеко за пределами страны. В творчестве его нашли изображение многие важнейшие события и потрясения прошедшего века. Поэту характерны признаки планетарного мышления (стихи «В этом мире», «Рукопожатие материков», «Спеши творить добро» и др.)
Значительное место в поэзии А. Суюнчева занимает гражданская лирика. В его поэзии отражаются темы Родины и родного края, созидательный труд, судьба родного народа, философские размышления, традиции, обряды и обычаи. Нашли образное изображение в его поэзии любовная лирика, пейзажная тематика, роль поэта и поэзии в обществе. Поэзия его лишена риторики и назидания. Он — яркий представитель «почвенной поэзии» в карачаевской литературе.
Плодотворно работал А. Суюнчев и в прозе в жанрах новелла, рассказ, повесть. Они лаконичны и выразительны, проникнуты гуманистическими идеями.
Высокую оценку у К. Кулиева, К. Симонова, О. Хубиева, А. Караевой получили его повести «Халал джюрекле» («Щедрые сердца»), «Звон караванного колокольчика», «Огонь очага», «Двойной узел» и другие.
Он является инициатором идеи и автором серии очерков под названием «Жизнь замечательных людей Карачаево-Черкесии». Так, например, писатель посвятил свои произведения исторической личности, основателю Карачая, легендарному Карча, видным государственным и общественным деятелям республики К. Курджиеву, У. Алиеву, Х. Аппаеву, землякам-военачальникам советской армии генералам С. Магометову и В. Семенову, многим героям войны и труда. Им написаны десятки литературных портретов современников — поэтов и писателей, ученых и художников.

### Книги А. Суюнчева (поэзия и проза)

#### на карачаевском языке
- Къобанны мынчакълары («Волны Кубани»), Черкесск, 1959.
- Адамлыкъ («Человечность»), Черкесск, 1966.
- Къарнаш таула («Горы — братья»), Черкесск, 1967.
- Илкер («Созвездие»), Черкесск, 1973.
- Джанкъылыч («Радуга»), Черкесск, 1981.
- Алгъыш («Благожелание»), Черкесск, 1984.
- Аргъыш («Караван»), Черкесск, 1988.

#### на русском языке
- «Там, где мчался конь богатыря», Черкесск, 1999.
- «Сирийская сабля», Карачаевск, 2000.
- «Поздняя звезда», Карачаевск, 2000.
- «Белая лебедь на синей волне», Песенник, 140 песен, Карачаевск, 2001.
- «Заповедный край — Теберда, Домбай», Ставрополь, 2002.
- «Двойной узел», Черкесск, 2002.
- «Караванная звезда», Черкесск, 2002.
- «Свет золотой звезды», Карачаевск, 2002.
- «Стихотворения и поэмы», Ставрополь, 2002.

## Награды
- «Народный поэт Карачаево-Черкесии» (1977)[1]
- Почетный профессор Пятигорского ГТУ
- Лауреат республиканской литературной премии имени Касбота Кочкарова
- Орден Отечественной войны

## Память
Его имя носит центральная библиотека Карачаевска и улица села Хасанья в Кабардино-Балкарии. В доме в Карачаевске создан музей Азамата Суюнчева.